# ヒースコート&アイボリー
ヒースコート&アイボリー (Heathcote & Ivory) はイギリスの化粧品メーカー。ロンドンのメリルボーンハイストリートで2000年に誕生した。
ブランドの特長はパッケージにある。ヴィンテージコレクションになどの小花柄は伝統的な小花柄を現代風にアレンジしている。
キャス・キッドソンのボディケアアイテムやトイレタリーアイテムについては、ヒースコート＆アイボリーがライセンシング形式にて商品開発、製造を一任して行っている。